# Cetroreliks
{{Drugbox-lat
| IUPAC_name        = ()-5-karbamimidamido-1-[(-{2S)-2)-1-karbamoiletil)karbamoil}pirolidin-1-il]-1-oksopentan-2-il]-2-[(2R)-5-(karbamoilamino)-2-[-3-(4-hlorofenil)-2-[(2R)-2-acetamido-3-(naftalen-2-il)propanamido]propanamido]-3-(piridin-3-il)propanamido]-3-hidroksipropanamido]-3-(4-hidroksifenil)propanamido]pentanamido]-4-metilpentanamid
| image             = Cetrorelix.svg
| width             = 
| alt               = 
| image2            = Cetrorelix ball-and-stick.png
| width2            = 
| alt2              = 
| drug_name         = Cetroreliks
| caption           =
| tradename         = 
| Drugs.com         = Monografija
| MedlinePlus       = 
| licence_EU        = 
| licence_US        = 
| DailyMedID        = 
| pregnancy_AU      = 
| pregnancy_US      = 
| pregnancy_category= 
| legal_AU          = 
| legal_CA          = 
| legal_UK          = 
| legal_US          = 
| legal_status      = 
| dependency_liability = 
| routes_of_administration = Subkutano
| bioavailability   = 
| protein_bound     = 
| metabolism        = 
| elimination_half-life = ~62,8 sati
| excretion         = Nakon subkutane administracije izlučuje se nepromenjen putem urina.
| CAS_number_Ref =  
| CAS_number        = 120287-85-6
| CAS_supplemental  = 
| ATCvet            = 
| ATC_prefix        = H01
| ATC_suffix        = CC02
| ATC_supplemental  = 
| PubChem           = 
| PubChemSubstance  = 
| IUPHAR_ligand     = 
| DrugBank_Ref      =  
| DrugBank          = DB00050
| ChemSpiderID_Ref  =  
| ChemSpiderID      = 
| UNII_Ref          =  
| UNII              = 
| KEGG_Ref          =  
| KEGG              = 
| ChEBI_Ref         =  
| ChEBI             = 
| ChEMBL_Ref        =  
| ChEMBL            = 59224
| synonyms          =
|C=70 |H=92 |Cl=1 |N=17 |O=14
| molecular_weight  = 1431.038
| smiles            = CC(C)C[C@H](NC(=O)[C@@H](CCCNC(N)=O)NC(=O)[C@H](CC1=CC=C(O)C=C1)NC(=O)[C@H](CO)NC(=O)[C@@H](CC1=CN=CC=C1)NC(=O)[C@@H](CC1=CC=C(Cl)C=C1)NC(=O)[C@@H](CC1=CC2=CC=CC=C2C=C1)NC(C)=O)C(=O)N[C@@H](CCCNC(N)=N)C(=O)N1CCC[C@H]1C(=O)N[C@H](C)C(N)=O
| StdInChI          = 1S/C70H92ClN17O14/c1-39(2)31-52(61(94)82-51(15-9-28-77-69(73)74)68(101)88-30-10-16-58(88)67(100)79-40(3)59(72)92)83-60(93)50(14-8-29-78-70(75)102)81-63(96)54(34-43-20-25-49(91)26-21-43)86-66(99)57(38-89)87-65(98)56(36-45-11-7-27-76-37-45)85-64(97)55(33-42-18-23-48(71)24-19-42)84-62(95)53(80-41(4)90)35-44-17-22-46-12-5-6-13-47(46)32-44/h5-7,11-13,17-27,32,37,39-40,50-58,89,91H,8-10,14-16,28-31,33-36,38H2,1-4H3,(H2,72,92)(H,79,100)(H,80,90)(H,81,96)(H,82,94)(H,83,93)(H,84,95)(H,85,97)(H,86,99)(H,87,98)(H4,73,74,77)(H3,75,78,102)/t40-,50-,51+,52+,53-,54+,55-,56-,57+,58+/m1/s1
| StdInChIKey_Ref   =  
| StdInChI_comment  = 
| StdInChIKey       = SBNPWPIBESPSIF-MHWMIDJBSA-N
| StdInChI_Ref   =  
| density           = 
| melting_point     =  
| melting_high      = 
| melting_notes     = 
| boiling_point     = 
| boiling_notes     = 
| solubility        = 
| specific_rotation = 
| sec_combustion    = 
}}
Cetroreliks je sintetički hormon koji  blokira dejstvo gonadotropin oslobađajućeg hormon (GnRH). GnRH kontroliše luteinizirajući hormon (LH), koji inicira ovulaciju tokom menstrualnog ciklusa. Pri primeni hormonskog tretmana ponekad dolazi do prerane ovulacije, te se oslobađaju jajne ćelije koje nisu spremne za oplodnju. Cetroreliks sprečava oslobađanje tih ćelija.

## Spoljašnje veze
|  | Molimo Vas, obratite pažnju na važno upozorenje u vezi sa temama iz oblasti medicine (zdravlja). |